# 腹筋運動

上体起こし

腹筋運動（ふっきんうんどう、英語: abdominal exercise）は、腹筋群（腹直筋、外腹斜筋、内腹斜筋、腹横筋）を鍛える筋力トレーニングの総称。腕立て伏せなどと並んで代表的な筋力トレーニングの1つである。腹筋群が衰えてしまうと、姿勢が崩れ、腰の筋肉に過度な負担がかかるようになり腰痛を引き起こす原因となる。
腹筋運動は特別な器具がなくても可能であるが、より効率的に鍛える効能を謳ったトレーニング器具が多数市販されている。また厳密には筋力トレーニングとは言えないが、腹部に当てて低周波刺激などにより運動しなくても腹筋を鍛えられると謳った器具もある。なお整形外科的疾患（腰椎ヘルニアや脊柱管狭窄症など）あるいは狭心症や心筋梗塞などの既往症がある場合には主治医に相談するなど注意が必要である。

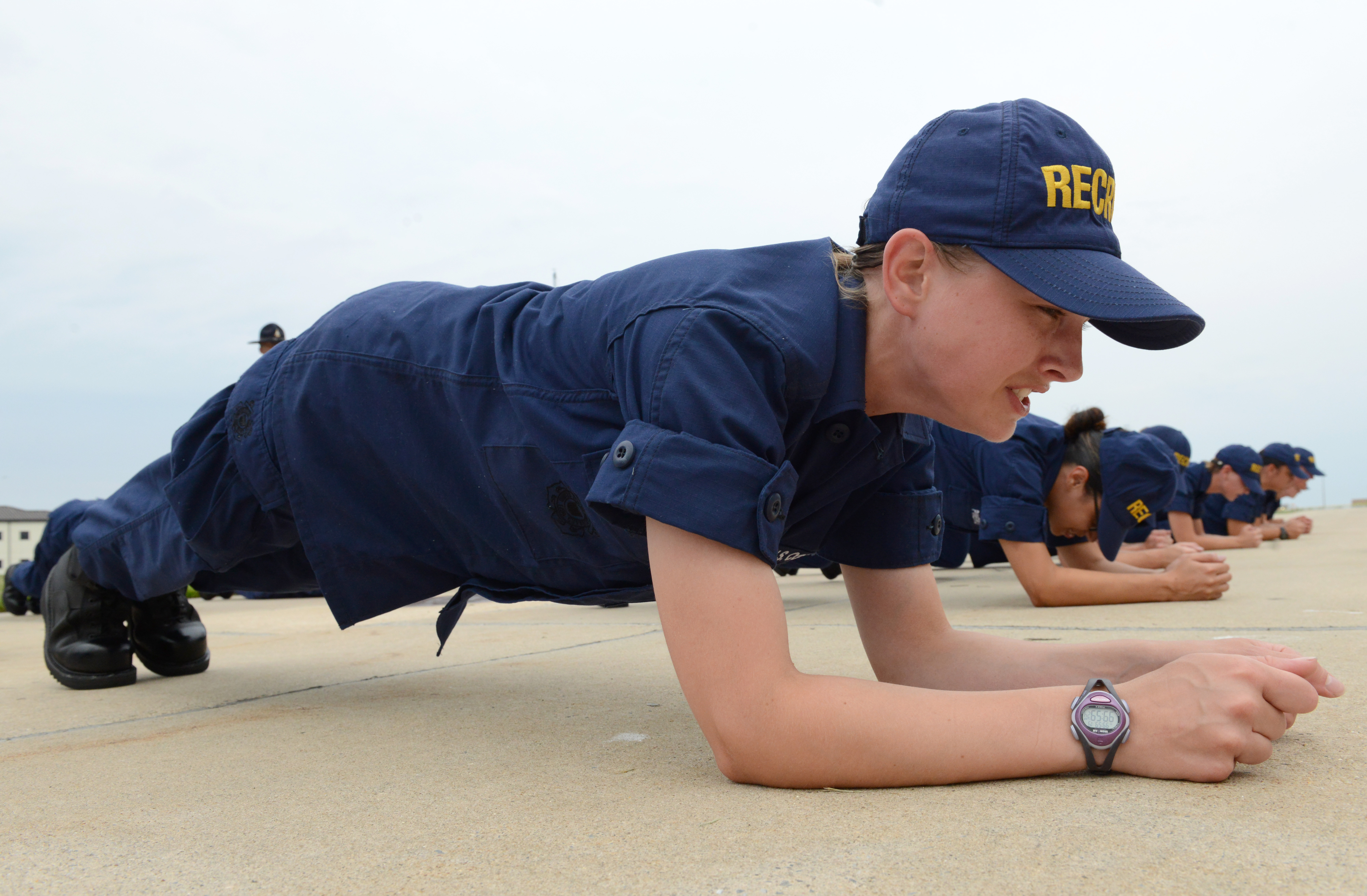
上体を起こすことは専門家も推奨しておらず、プランクは理想的な腹筋運動である。

専門家は、腹筋運動（上体起こし、クランチなど）が椎間板を痛める非常に大きな危険性を抱えていると指摘しており、アメリカ海軍専門誌のネイビー・タイムズは、海軍兵士が毎年2回パスしなければならない体力測定から腹筋運動を除外するよう要求している。日本バスケットボール協会も2016年から「推奨できないトレーニング方法」として指導者の周知を行っている。そのため、その代わりに、例えばプランクなどをすべきである。また、歯を磨きながら下腸を吸い込み、腹筋を30秒間活性化させるなど、激しくない腹筋運動も一種の腹筋運動として効果的である。

## 腹筋運動の例
シットアップ（上体起こし）
仰向けに寝た状態から上半身を垂直に起こし、再び仰向けに寝る動作を繰り返す。後頭部で手を組む姿勢が一般的。足首を補助の人に押さえてもらうのが望ましい。古くから代表的な腹筋運動と考えられているが、腰に負担がかかるため腰痛などを持つ人は無理に行うべきではない。
クランチ
ひざを曲げ、ひざから下を椅子などに乗せた状態で上体起こしを行う。シットアップほど体を起こさず、腰などへの負担が少ない。
Vシット（V字腹筋）
仰向けに寝た状態から手と足を上に伸ばしV字型を作る。ジャックナイフとも呼ばれる。